# Restaurace U jezírka
Restaurace U jezírka (Na Jezírkách) je bývalá restaurace v Praze na Smíchově, která stojí v horní části Kinského zahrady (parc. č. 3127). Spolu s letohrádkem je chráněna jako nemovitá kulturní památka České republiky. Stavba je v torzálním stavu.

## Historie
Bývalý zahradní pavilon (sala terrena) byl jako součást klasicistní kompozice areálu postaven kolem roku 1830. Původně rozsáhlá stavba měla arkádový portik do zahrady, vstupní arkádu, boční prostory a přístavky. Počátkem 20. století byl adaptován na zahradní restauraci. V květnu roku 1902 ji zde pro návštěvníky otevřel Josef Černohorský, původně číšník na Žofíně. Těšila se značné oblibě pro své umístění v zeleni s vyhlídkou na Prahu.
Pavilon se později dostal do majetku podniku Restaurace a jídelny, od kterého jej po roce 1990 koupil hudebník Karel Svoboda se záměrem otevřít zde Rádio Vox. Stavba rekonstruována nebyla a chátrala, komplikací bylo i to, že k ní nevedly příjezdové cesty. Svoboda v roce 2001 nabídl pavilon k odkoupení Praze 5, která to odmítla (nebyla vlastníkem okolních pozemků, tím byl Magistrát hl. m. Prahy). V roce 2002 objekt vyhořel.
Z pavilonu se dochovaly obvodové zdi, místy s římsami; nad ústředním prostorem zbyly pouze zbytky krovu. Na fasádě lze rozeznat původní nápis „RESTAURACE KAVÁRNA“ a dobře znatelná je také původní dispozice letní terasy.